# Adjutori Segarra
Adjutori Segarra fou un dels capitans de cavalleria de l'exèrcit català que va caure derrotat l'11 de setembre de 1714.
Va néixer a Castellbisbal durant la segona meitat del segle xvii. L'any 1705 va ingressar a l'exèrcit com a voluntari i el febrer de 1707 ja figurava com a capità, al capdavant d'una partida de 80 fusellers. En aquell moment es trobava lluitant per la zona de Navarra.
El setembre del 1707 es trobava a les fronteres de Lleida, en el moment en què els exèrcits borbònics posaven setge a la ciutat. El 15 de setembre el capità Segarra, amb 38 voluntaris a cavall i 50 voluntaris a peu, va participar en una emboscada prop d'Aitona, en què aconseguí capturar 30 cavalls borbònics i 200 bagatges. Aleshores, Adjutori Segarra era capità d'una companyia del regiment del coronel Ferrer.
Tres anys més tard, el capità Segarra es trobava amb 31 soldats de cavalleria per les terres de l'Ebre. Juntament amb el tinent portuguès Pedro Rojas i els seus homes capturaren 300 bagatges, 55 granaders borbònics i 10 cavalls entre Mequinensa i Fraga. Durant el mes de juliol prengueren també als borbònics 140 mules i 15 cavalls.
L'any 1711 va ésser de molta activitat per al capità Segarra: els seus homes actuaren per les terres de Ponent, la Segarra i el Solsonès, sempre prop del front de guerra. La seua tàctica va ser l'emboscada. Col·laborant amb fusellers d'altres companyies i regiments, es dedicà a capturar bagatges, mules, cavalls i soldats borbònics. Algunes de les seues accions principals tingueren lloc a Alcarràs (el Segrià), Conill (la Segarra) i Navès (el Solsonès), a les proximitats de Cardona, mentre s'estava produint el setge borbònic. Pocs dies abans, també s'havia mogut prop de Prats de Rei, on hi havia els dos exèrcits aturats en el front de guerra.
L'agost del 1713, el capità Segarra i la seua companyia prengueren part en l'Expedició del diputat militar, juntament amb la resta de regiments de fusellers de muntanya. A primers d'octubre del 1713 la companyia del capità Segarra va prendre part en l'atac al cordó del setge de Barcelona per la zona del mas Guinardó, juntament amb els regiments dels coronels Ermengol Amill i Moliner i Rau.
A principis del 1714, el capità Segarra va eixir de Barcelona amb la seua companyia juntament amb el coronel Antoni Puig i Sorribes, el tinent coronel Ramon de Rialp i Safont i el sergent major Antoni Mora i Xammar, entre altres oficials, passant cap al Besòs i en direcció a l'interior de Catalunya, per afegir-se a l'exèrcit de la resistència del marquès del Poal. Des de l'interior de la ciutat es va cobrir l'operació de sortida tocant alarma per moltes parts de la línia de circumval·lació. Adjutori Segarra es va incorporar a l'exèrcit de Poal com a capità del regiment de cavalleria del coronel Pere Bricfeus.
El 20 de maig de 1714, el capità Segarra, amb la col·laboració dels sometents, es va enfrontar a Castelldefels amb el destacament borbònic de monsieur Teran, format per 200 cavalls i 3 companyies de granaders. Els borbònics van ésser vençuts i monsieur Teran ferit en combat. Aleshores, el marquès del Poal es va proposar ocupar Sitges i el seu castell, bàsics per assegurar el control del massís del Garraf i poder abastir per via marítima la Barcelona assetjada. Poal envià dos mil homes a Sitges i va aconseguir prendre la possessió del port, que li permetia carregar barques de queviures cap a Barcelona. Tres dies més tard, el general borbònic Chaves es va presentar a Vilanova, va atacar les tres companyies de voluntaris que hi havia i va continuar l'atac cap a Sitges, provocant la retirada dels fusellers del marquès del Poal. Les tres companyies de voluntaris a cavall del capità Segarra s'encarregaren de cobrir la retirada.
Els dies 13 i 14 d'agost de 1714 el capità Segarra va prendre part en la batalla de Talamanca contra l'exèrcit borbònic del comte de Montemar. Els seus voluntaris a cavall, juntament amb la companyia del capità Tayadella i a les ordres del tinent coronel Ramon de Rialp i del coronel Ferrer, voltaren pel cantó de Granera i atacaren l'enemic per la rereguarda, per la casa de Mussarra, on tenien instal·lat la seua caserna general.
Acabada la guerra, el capità Segarra es va exiliar a Viena, on va arribar l'any 1715. El 1725 apareix en la llista dels que gaudien de pensió de capità (15 florins):
| « | (..) Los siguientes gozan diario de capitán que es de 15 florines Adyutorio Sagarra es catalán y sirvió desde el año 1705 hasta el de 1710 entre los voluntarios y obtuvo patente de capitán de fusileros del regimiento de Ferrer. Y en el año 1711 levantó una compañía de cavallos voluntarios, y sirvió mucho en Prats del Rey y Cardona. En la defensa de Barcelona fue capitán de cavallos del regimiento Brifeus con patente de los communes. Vino aquí (Viena) el año 1715. | » |

Per causa de la suspensió d'aquestes assistències al començament del 1734, Segarra s'incorporà a l'exèrcit imperial de Carles VI d'Àustria.
Es desconeix on i quan va morir, i si va tindre descendència o no.